# صلاح ذوالفقار
صلاح ذوالفقار (۱۸ ژانویهٔ ۱۹۲۶ – ۲۲ دسامبر ۱۹۹۳) هنرپیشه اهل مصر بود. در سینمای مصر وی را یکی از بزرگترین بازیگران تمام دوران می‌دانند. او ابتدا یک پلیس بود، او برادر عزالدین ذوالفقار و محمود ذوالفقار از بازیگران مصر است. سپس به شغل برادرانش روی‌آورد و در سال ۱۹۵۴ به عنوان بازیگر در اولین فیلمش نقش‌آفرینی کرد. او تا زمان فوتش در سال ۱۹۹۳ به بازیگری ادامه داد.

## فیلم‌برداری
صلاح ذوالفقار بازیگر سینما و صحنه و تهیه‌کننده ۳۷ سال در صنعت فیلم مصر نقش‌آفرینی می‌کرد. وی از سال ۱۹۵۶ تا ۱۹۹۳، ۱۲ فیلم تولید کرد و در بیش از ۱۵۰ فیلم ظاهر شد. بسیاری از آنها با بازی در نقش اصلی یا با بازی در نقش مهمترین بازیگران مصری و بازیگران سینمای مصر.
صلاح ذوالفقار در فیلم‌هایش همیشه مدافع حقوق زنان بوده‌است و بیش از یک فیلم تولید کرده‌است، و عدالت را نسبت به زن مصری جامعه، از جمله همسرم، مدیرکل و «چیزی از ترس» (Shae mn El Khof) و همچنین یک راه حل می‌خواهم، که دلیل تغییر قانون وضعیت شخصی در مصر در آن زمان بود. ذوالفقار همه نقش‌ها را بازی کرد و در آنها سرآمد بود و بازی او کمدی کم نداشت.

### بازیگر
دهه پنجاه
- ۱۹۵۶: چشمهای بیدار
- ۱۹۵۷:  بازگشت دوباره (روددا قلبی)
- ۱۹۵۸: جمیله
- ۱۹۵۹: نور شب
- ۱۹۵۹: زنان ممنوعه
- ۱۹۵۹:  عشق تا پرستش
- ۱۹۵۹: در میان ویرانه‌ها
- ۱۹۵۹: مرد دوم

دهه شصت
- ۱۹۶۰: فرشته و دیو
- ۱۹۶۰: پول و زنان
- ۱۹۶۰:  یک قراضه نان
- ۱۹۶۰: راز زن
- ۱۹۶۰: من متهم می‌کنم
- ۱۹۶۰: رباط مقدس
- ۱۹۶۱: وحیده
- ۱۹۶۱:  یک تاریخ با گذشته
- ۱۹۶۱: طوفانی از عشق
- ۱۹۶۱: مسیر قهرمانان
- ۱۹۶۱: من و دخترانم
- ۱۹۶۱:  عشق اینگونه است
- ۱۹۶۲: قرار ملاقات در برج قاهره
- ۱۹۶۲: همه فرزندان من
- ۱۹۶۲: انجمن کشتن همسر
- ۱۹۶۲: کاخ ملعون
- ۱۹۶۳: ناصر صلاح الدین
- ۱۹۶۴: دست‌های نرم
- ۱۹۶۴: فرار از زندگی (Hareb men El Hayat)
- ۱۹۶۴:  یک شوهر در تعطیلات
- ۱۹۶۴: همسری از پاریس
- ۱۹۶۴: راز ابوالهول
- ۱۹۶۵:  عزیزتر از زندگی من
- ۱۹۶۶: همسرم، مدیر کل
- ۱۹۶۶: ۳ دزد
- ۱۹۶۷:  کرامت همسرم
- ۱۹۶۸: جن همسر من
- ۱۹۶۸: رود نیل و زندگی
- ۱۹۶۸: مردی که سایه خود را گم کرد
- ۱۹۶۸: ۳ زن (Thalath Nesaa)
- ۱۹۶۹:  صبح بخیر، همسر عزیزم
- ۱۹۶۹: بازار زنان

دهه هفتاد
- ۱۹۷۰: طلوع و غروب آفتاب (غروب و شروق)
- ۱۹۷۰: چشم زندگی
- ۱۹۷۰:  مردان بدون ویژگی (Regal bela Malameh)
- ۱۹۷۰: باکره
- ۱۹۷۰: زن شوهرم
- 1971: A Touch of Tenderness
- ۱۹۷۱:  پاریس و عشق
- ۱۹۷۱: زنی از آتش
- ۱۹۷۱:  قاتلان
- ۱۹۷۲: اعترافات یک زن
- ۱۹۷۲: ندایی برای زندگی
- ۱۹۷۲: جرم ناقص
- ۱۹۷۲:  آن مردم نیل
- ۱۹۷۳: خاطره یک شب عشق
- 1973: The Other Man
- 1974: In Summer We Must Love
- ۱۹۷۴: دنیا
- ۱۹۷۴: برادران دشمن
- ۱۹۷۴: ۲ - ۱ - ۰
- ۱۹۷۵: گناهکاران
- ۱۹۷۵:  ال کارناک (کمئو)
- ۱۹۷۶: دنیای کودکان کودکان (Comeo)
- ۱۹۷۶: من نه سالم هستم و نه دیوانه
- ۱۹۷۸:  یک مسافر بدون جاده
- 1978: Desire and Price
- ۱۹۷۹: گناه یک فرشته

دهه ۸۰
- ۱۹۸۱: لحظه ای از ضعف
- ۱۹۸۱: دیدار مخفیانه
- ۱۹۸۱: دروغ نمی‌گویم اما زیبا می‌کنم
- ۱۹۸۲: طاووس
- ۱۹۸۵: وداع بناپارت
- ۱۹۸۶: لطفاً و مهربانی شما
- ۱۹۸۶: عصر گرگها
- ۱۹۸۶: زن
- ۱۹۸۷: مردی در چشم زن
- ۱۹۸۷: ال وهل
- ۱۹۸۷:  میلیونر پابرهنه
- ۱۹۸۷: همسر بهتر می‌داند
- ۱۹۸۸: لباس عزای سرخ
- ۱۹۸۸: روزهای وحشت
- ۱۹۸۸: متأسفانه یک زن
- ۱۹۸۸: عشق هم می‌میرد
- ۱۹۸۸: مدیر کل دستی
- ۱۹۸۸:  با عرض پوزش برای زحمت
- ۱۹۸۹: آن بچه‌ها
- ۱۹۸۹:  آقای. آپارتمان علیوا
- ۱۹۸۹: خیانت
- ۱۹۸۹: داستان از
- ۱۹۸۹: به ما کمک کنید
- ۱۹۸۹: بچه‌های بد
- ۱۹۸۹: دوباره اسکندریه و برای همیشه

دهه نود
- ۱۹۹۱: دکتر مانال رقص می‌کند
- ۱۹۹۲: متهم
- ۱۹۹۲: به جز دخترم
- ۱۹۹۳:  وزیر در گچ
- ۱۹۹۳: شعله‌های انتقام
- ۱۹۹۳: پنج ستاره دزد
- ۱۹۹۳: دیسکو دیسکو
- ۱۹۹۳: جاده ایلات
- ۱۹۹۴: تروریسم

فیلم کوتاه
- ۱۹۷۳:  نفرتیتی و آخناتون

### تهیه‌کننده فیلم
- ۱۹۶۲:  یک پیام از یک زن ناشناس (رسالا مین امرا مغولا)
- ۱۹۶۲:  من فراری هستم
- 1962:  Rendezvous in برج قاهره (Mawed Fel Borg)
- ۱۹۶۶: همسرم، مدیر کل
- ۱۹۶۶:  ۳ دزد
- 1969:  Something From Fear (Shae Men El Khof)
- 1973:  The Other Man
- ۱۹۷۵: یک راه حل می‌خواهم

### در صحنه
- ۱۹۶۴: گلوله ای در قلب
- ۱۹۶۷: روبابیکیا
- ۱۹۷۳: مردی برای هر خانه
- ۱۹۷۴: هتل سه کارت
- ۱۹۷۴: ازدواج یک میلیون پوندی
- ۱۹۷۹: پرونده شماره ۱
- ۱۹۷۹: یک همسر بس است
- ۱۹۸۲: قابل احترام برای یک ماه

## جوایز
- نشان ملی افتخار درجه یک از رئیس‌جمهور جمال عبدالناصر به پاس قدردانی از نقش ملی وی در نبردهای جنگ سوئز که در ۱۹۵۶.
- جایزه دولتی بهترین بازیگر نقش اول مرد برای بازی در دستهای نرم در سال ۱۹۶۴
- جایزه دولتی بهترین بازیگر نقش اول مرد برای بازی در فیلم «گرانبهاتر از زندگی من» ۱۹۶۵
- جایزه دولتی بهترین تهیه‌کننده برای همسر من، مدیرکل در سال ۱۹۶۶
- جایزه بهترین فیلم جشنواره فیلم کاتولیک برای همسر من، مدیرکل در سال ۱۹۶۶
- جایزه دولتی جایزه بهترین تهیه‌کننده برای فیلم «من یک راه حل می‌خواهم»، ۱۹۷۵
- لوح تقدیر از رئیس‌جمهور انور سادات در روز هنر در سال ۱۹۷۹
- جایزه دولتی بهترین بازیگر نقش اول مرد برای بازی در طاووس در سال ۱۹۸۲.